# TV Star
TV Star (Eigenschreibweise TVstar) ist eine schweizerische Programmzeitschrift der Ringier Axel Springer Media.
Gegründet wurde die Zeitschrift als TR7, eine Abkürzung für TV & Radio 7 Tage. Ab 2002 wurde TR7 überarbeitet. Da der Name wegen des schon seit längerem nicht mehr vorhandenen Radioprogramms nicht mehr aktuell war, entschloss man sich, TR7 umzubenennen. Seit dem 19. Januar 2005 erscheint die Zeitschrift als TV Star.
TV Star besteht neben dem wöchentlichen Fernsehprogramm aus Kinofilmkritiken, Berichten aus der Welt der Prominenz und Fernsehen sowie Artikeln zu Themen des Lebensstils. Zusammen mit Tele vergibt TV Star den Schweizer Fernsehpreis. Dieser wird in fünf Kategorien vergeben, unter anderem in den Kategorien «Beste nationale Fernsehsendung» und «Bester nationaler Film».
TV Star hat eine WEMF-beglaubigte Auflage von 66'040 (Vj. 70'490) verkauften/verbreiteten Exemplaren und eine Reichweite von 149'000 (Vj. 165'000) Lesern (WEMF MACH Basic 2018-II). Sie ist damit hinter der aus dem gleichen Verlag kommenden Zeitschrift Tele die zweitgrösste Programmzeitschrift der Deutschschweiz.